# Euxynus
Euxynus is een geslacht van eenoogkreeftjes uit de familie van de Anchimolgidae. De wetenschappelijke naam van het geslacht is voor het eerst geldig gepubliceerd in 1992 door Humes.

## Soorten
- Euxynus capulus Humes, 1992